# 奥斯卡·塞普雷
奥斯卡·阿多维奇·塞普雷，（1900年5月20日—1965年11月23日），爱沙尼亚人，苏联政治人物。爱沙尼亚苏维埃社会主义共和国科学院院士。曾任爱沙尼亚苏维埃社会主义共和国国家计划委员会主席；人民委员会副主席、代主席；爱沙尼亚苏维埃社会主义共和国科学院学部秘书等职务。

## 生平
- 1900年5月20日出生于维尔扬迪县卡巴拉教区的一个佃农家庭。1917年中学毕业后前往塔林。
- 1917年-1919年，塔林参加工人运动。
- 1919年-1921年，塔林学生营服役。他是爱沙尼亚共产主义青年联盟的组织者之一。1921年加入爱沙尼亚共产党。
- 1921年-1924年，塔尔图大学法学院学习，参加爱共地下学生组织。
- 1924年3月10日以工人联合阵线成员身份当选爱沙尼亚第二届议会议员。1924年4月9日辞去议员职务。
- 1924年5月因煽动颠覆国家政权罪被捕。在1924年11月27日的“149名共产党员审判”中被判处无期徒刑。1938年5月特赦。
- 特赦后回乡，在哥哥的农场中工作。然后回到塔尔图大学，组织地下共产主义活动。
- 1940年6月，他领导了爱沙尼亚银行和大工业国有化委员会。他坚决支持苏联对爱沙尼亚的占领。
- 1940年8月-1948年，爱沙尼亚苏维埃社会主义共和国国家计划委员会主席兼人民委员会副主席。期间，1942年6月-1944年9月，爱沙尼亚苏维埃社会主义共和国人民委员会代主席。
- 1946年-1965年，爱沙尼亚苏维埃社会主义共和国科学院社会科学部秘书，经济研究所运输经济学系主任。1946年当选爱沙尼亚苏维埃社会主义共和国科学院院士。
- 1965年11月23日于塔林逝世，享年65岁。葬于森林公墓。

塞普雷是第1届苏联最高苏维埃民族院代表，第2届苏联最高苏维埃联盟院代表，第1届爱沙尼亚苏维埃社会主义共和国最高苏维埃代表。

## 荣誉
- 列宁勋章（1946）